# Malo (Bebe)
Malo ("Cattivo" in spagnolo) è il brano d'esordio della cantante spagnola Bebe, estratto dal suo album Pafuera telarañas.
Il brano e l'album sono usciti in Spagna nel 2004, ma sono arrivati in Italia nel 2006, due anni dopo l'uscita in patria.

## Descrizione
Il singolo è diventato un enorme successo in Europa e soprattutto in Italia, dove è diventato un vero e proprio tormentone estivo con il suo ritornello risultato facilmente orecchiabile per il pubblico. Il brano tratta il tema della violenza domestica sulle donne.
Nel 2011, il DJ svedese Avicii remixa il brano e nel 2022 Cristiano Malgioglio ne realizza una cover nel suo album dal titolo omonimo Malo.
La canzone fa parte della colonna sonora del film Trade vista la sua affinità con la trama (violenza sulle donne straniere, rese schiave a fini di prostituzione).
Nella prima stagione della serie televisiva argentina Mujeres asesinas, trasmessa in tutto il Sud America, è stata usata la canzone come tema introduttivo.

## Classifiche
| Classifica (2004/06)        | Posizione Massima |
| --------------------------- | ----------------- |
| Italia                      | 2                 |
| Messico                     | 1                 |
| Spagna                      | 2                 |
| Stati Uniti Hot Latin Songs | 21                |